# 1983 YMOジャパンツアー
1983 YMO ジャパンツアー（1983 YMO JAPAN TOUR）とは、日本の音楽グループ「イエロー・マジック・オーケストラ（YMO）」が1983年に行った、最後の国内ツアーの名称。

## 解説
- 通称「散開ツアー」「散開コンサート」。
- 舞台演出は黒テントの佐藤信、舞台美術は妹尾河童が担当。
- 荘厳かつ重厚、またファシズムを連想させるセット、ステージ衣装が特徴。この構想は佐藤によるものであり[1]、メンバーは関与していなかった。
- 曲によって、4人の外国人女性のダンサーが登場する。この演出に関しても、メンバーの意向とは無関係のところで決められた[2]。
- 演奏ブースは可動式であり、坂本、細野のブース、高橋のボーカル・パーカッション・フレーズ用のブースは上下に可動、ドラムセット用ブースは前後に可動し、演奏曲によって変化していた。
- このツアーでは、事前に演奏したメロディをMTRで流し、メンバーは伴奏に徹するという手法をとった。メロディを収録したテープは坂本龍一によって制作された[3]。テープを使用するというアイデアはテクニカルアシスタンスの藤井丈司によるもの[4]。
- ヴォーカルに専念したいと言う高橋幸宏の意向により[5]、自らのツアーに参加していたABCのドラマー、デヴィッド・パーマーがサポートに加わっている。
（実際に高橋がドラムを担当したのは、序盤の「東風」「ビハインド・ザ・マスク」「ソリッド・ステイト・サヴァイヴァー」、終盤の「テクノポリス」「ライディーン」、アンコールの「ファイアークラッカー」のみ。）
- 散開（解散）後、同ツアーを題材にした映画『A Y.M.O. FILM PROPAGANDA』が制作されている。
詳細は『A Y.M.O. FILM PROPAGANDA』を参照。

## 公演
| 日付           | 都市   | 会場                 |
| -------------- | ------ | -------------------- |
| 1983年11月23日 | 札幌   | 北海道立産業共進会場 |
| 1983年11月28日 | 名古屋 | 愛知県体育館         |
| 1983年11月29日 | 大阪   | 大阪城ホール         |
| 1983年11月30日 | 大阪   | 大阪城ホール         |
| 1983年12月3日  | 郡山   | 郡山総合体育館       |
| 1983年12月12日 | 東京   | 日本武道館           |
| 1983年12月13日 | 東京   | 日本武道館           |
| 1983年12月19日 | 福岡   | 福岡国際センター     |
| 1983年12月22日 | 東京   | 日本武道館           |

## サポート・メンバー
- デヴィッド・パーマー
このツアーに参加するため、ABCを脱退している[5]。

## 音源
- アフター・サーヴィス
- コンプリート・サーヴィス
- テクノ・バイブル
アフター・サーヴィス・アウトテイクとして、「シャドウズ・オン・ザ・グラウンド」「マッドメン」「チャイニーズ・ウィスパーズ」「パースペクティヴ」を収録。
- FM放送（1983年オン・エア、1984年再放送）
  - 1983年12月29日に、散開ライブ最終日（12月22日）の公演がNHK-FMでオンエアされた（「リンボ」を除く）。この日の演奏では「東風」や「邂逅」で、アフター・サーヴィスのテイクとは異なる坂本のキーボードソロを聴くことができる（ライブアルバム『コンプリート・サーヴィス』には、『アフター・サーヴィス』に収録されなかった楽曲（「リンボ」を含む）がこの日に収録された音源で補われている）。

## 映像作品
- 『A Y.M.O. FILM PROPAGANDA』
- 『Y.M.O.伝説 1983散開コンサート at 武道館』(1993年リリース)
- TV放送（1983年オン・エア、1984年再放送）
  - 1983年12月31日に、NHK総合にてツアー最終日の模様がオンエアされた。ライブの模様だけでなく、メンバーそれぞれのトークコーナー（ゲスト：伊武雅刀、デヴィッド・ボウイなど）が盛り込まれている。冒頭と最後に、細野晴臣のナレーションが入っている。
  - 同日のライブは、翌年の1984年5月5日に再放送された。（ライブビデオ『Y.M.O.伝説 1983散開コンサート at 武道館』はこの番組をもとに制作されている）「上記のトークコーナーがない」「一部の楽曲が異なる」「細野のナレーションがない」などの違いがあった。